# 툴롱
툴롱(프랑스어: Toulon, 오크어: Tolon, 프랑스어 발음: [tulɔ̃] ( 듣기))은 프랑스의 남동부 지중해에 면하는 항구 도시이다. 프로방스알프코트다쥐르 지역에 위치해 있으며, 바르주의 주도이다. 프랑스의 해군 기지가 있는 군항이기도 하다.
인구 17만 명에 달하는 중견 도시로 프랑스에서 13번째로 인구가 많다. 도시권 전체로 따지면 50만 명에 달하며 프랑스 전국의 도시권 가운데 9위를 차지하고 있다. 또한 지중해에 면한 도시 가운데서는 마르세유 다음으로 인구가 가장 많은 도시권에 해당된다.
툴롱 군항은 지중해 연안에 위치한 프랑스 해군의 주 해군항으로, 프랑스 항공모함 샤를 드골함과 그 전투비행단의 기지가 자리해 있다. 또 프랑스 지중해 함대 역시 툴롱에 주둔하고 있다. 조선업과 어업을 중심으로, 포도주 제조업, 항공장비와 방산업, 지도와 종이, 담배산업, 인쇄업, 등이 발달한 경제도시이기도 하다.

## 지리

### 위치
프랑스 남부 프로방스알프코트다쥐르 레지옹의 바르 (Var) 데파르트망에 위치해 있다. 부슈뒤론주의 마르세유와는 65km 떨어진 지점에 위치해 있으며, 니스에서는 149km, 파리에서는 839km, 이탈리아 국경에서는 190km 떨어진 지점에 위치해 있다.
툴롱의 코뮌 단위 경계는 서쪽으로 올리울 (Ollioules), 북서쪽으로 에베노스, 북쪽으로 레베스트레조 (Revest-les-Eaux), 북동쪽으로 라발레트뒤바르, 동쪽으로 라가르드와 면한다. 남쪽으로는 지중해와 전면을 접하고 있다. 북으로는 '툴로네 산맥' (Monts toulonnais)으로 둘러싸여 있으며, 그 가운데 가장 유명한 산은 파롱산 (Mont Faron)으로 해발 584m에 달하며 툴롱시와 프로방스의 연안도시, 시시에곶, 툴롱항 등을 내려다보고 있다.

### 교통
동쪽으로는 니스 방면으로 이어지는 A57 고속도로, 서쪽으로는 마르세유 방면으로 이어지는 A50 고속도로, RN 1050 부속도로가 놓여 있다. 4차선 규모의 터널이 A50 고속도로의 PR70과 PR30 분기점 사이의 도심을 가로지르고 있다.
지역 국제공항으로 툴롱 이에르 공항이 있으며, 파리, 브레스트, 보르도, 아작시오, 바스티아, 제네바, 로테르담, 브뤼셀, 런던, 사우샘프턴 등 여러 도시에 취항한 노선이 있다. 대다수 노선은 계절에 따라 운영되며, 다른 도시로 가기 위해선 파리 오를리 공항에서 환승해야 한다. 툴롱 이에르 공항은 툴롱 뿐만 아니라 이에르와 생트로페에서도 공항버스를 타고 이용할 수 있다.
철도의 경우 툴롱역이 있으며, TGV와 TER 지역열차 등이 다닌다. 2011년부터 2014년까지 3,200만 유로의 예산을 들여 대대적인 리모델링과 확충 공사가 이루어졌다.
툴롱 무역항은 지자체의 한 종류인 툴롱프로방스메디테라네 메트로폴 산하 바르 상공회의소가 관리운영을 맡고 있다. 코르시카 페리-사르데냐 페리 사에서 운영하는 매일 저녁 바스티아와 아작시오로 출발하는 코르시카행 연결편이 있으며 일루스와 포르토베키오로 출발하는 사르데냐편도 매주 운행한다. 하절기 (4월~11월)에는 발레아레스 제도와 시칠리아섬으로 향하는 계절노선도 운행된다. 2007년부터는 크루즈 노선의 입항이 시작되어 2016년 기준 150편 이상의 노선이 기착하고 있다.

## 역사

### 고대

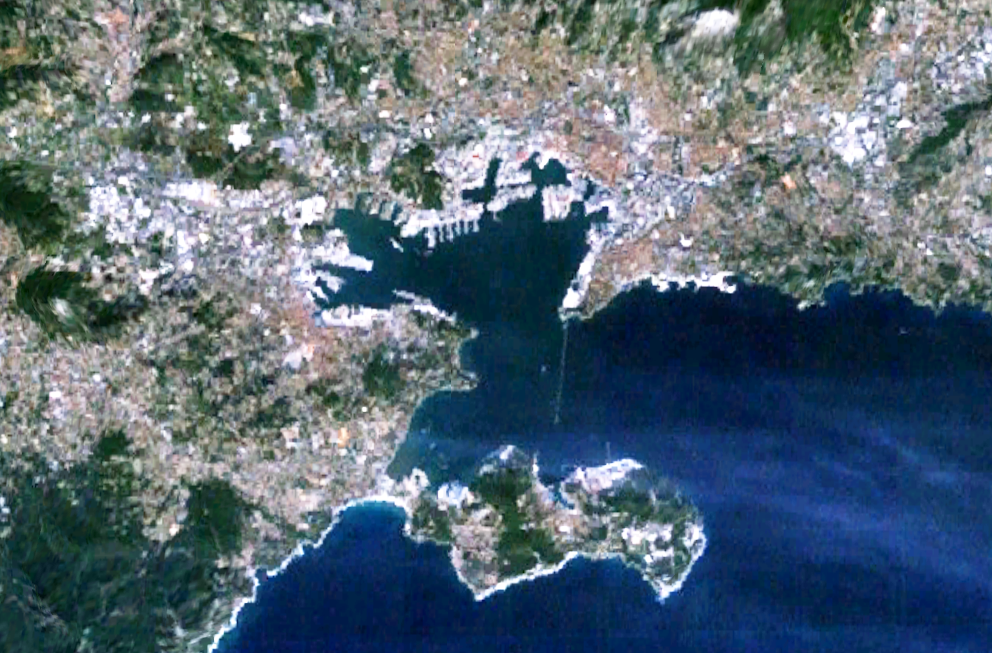
위성사진으로 본 툴롱 일대

고대 로마 시대 이전에는 그리스의 선박이 마살리아 (현 마르세유)와 올비아 사이를 항해하는 과정에서 쉬어가는 중간항구로서, 토가의 염색에 사용되는 뿔소라와 참나무에서 뽑아낸 카민 색소의 생산지로 알려져 있었다. 먼 옛날 리구리아인이 이곳에 정착한 이래 카르타고, 그리스인, 페니키아인이 차례대로 무역을 위해 진출하였으며, 기원전 545년 알레리아 전투에서 카르타고가 승리하여 영토로 삼았다.
기원전 181년 마살리아는 지중해의 강대국으로 거듭난 로마에게 군대를 파병하여 리구리아 켈트인의 약탈을 막고 식민도시를 지켜 달라고 요청하기 시작했다. 지중해 연안과 해상경로를 공격하던 켈트인에 대한 수차례의 정벌 끝에 로마는 마침내 기원전 120년 이 일대를 자신들의 영토로 편입하였다. 마살리아는 한동안 로마에 충성하는 동맹도시로 남아있다가 카이사르-폼페이우스 내전 당시 로마의 영토로 합병되었다.
로마는 이곳에 전쟁의 신 마르스의 이름을 따서 '텔로 마르티우스' (Telo Martius)라는 이름의 식민도시를 세우고, 줄임말로 '텔로' (Telo)라고 불렀다. 이는 기원전 118년 '나르보 마르티우스' (Narbo Martius)를 세우고 '나르보' (Narbo)로 칭한 것과 동일했다. 지금의 나르본에 해당되는 나르보 마르티우스와 텔로 마르티우스는 동시기에 건설되어 갈리아 연안의 두 군항으로 삼게 되었으며, 기원전 104년경에는 론강 하구에 '포사이 마리아나이' (Fossæ Marianæ)라는 군항을 추가로 건설하였는데 이는 지금의 포쉬르메르에 해당된다. 또다른 로마 식민지 엑상프로방스도 기원전 118년에 건설되었다.
미세눔의 함대 장군이었던 가이우스 플리니우스 세쿤두스 (기원전 23년~기원후 79년)은 라시오타만에서 보르메스만까지 이어지는 연안 일대를 고대 카마툴리키아족의 왕국 '레기오 카마툴로룸' (Regio Camatulorum)이라 기록하고 있는데, 이것이 사실이라면 툴롱 지역의 최초 거주민으로 추정되나 그 경계는 명확하지 않다.
이후 로마는 정복되지 않은 갈리아 지역과의 구분을 위해 이 일대를 갈리아 나르보넨시스라는 속주로 묶고, 톨루사 (현 툴루즈) 일대와 제네바호까지 영토를 확장하여 이탈리아 북부와의 육지연결을 형성하였다. 그리스 식민지였던 마살리아와 그 배후지는 나르보넨시스 지역 내에서도 자유도시로 거듭났다. 텔로 마르티우스는 뿔조개와 참나무를 재료로 한 천연 보라색 원료 산업을 이어나가, 갈리아에 소재한 황실 직속 생산지 두 곳 중 하나로 거듭났다.

### 중세

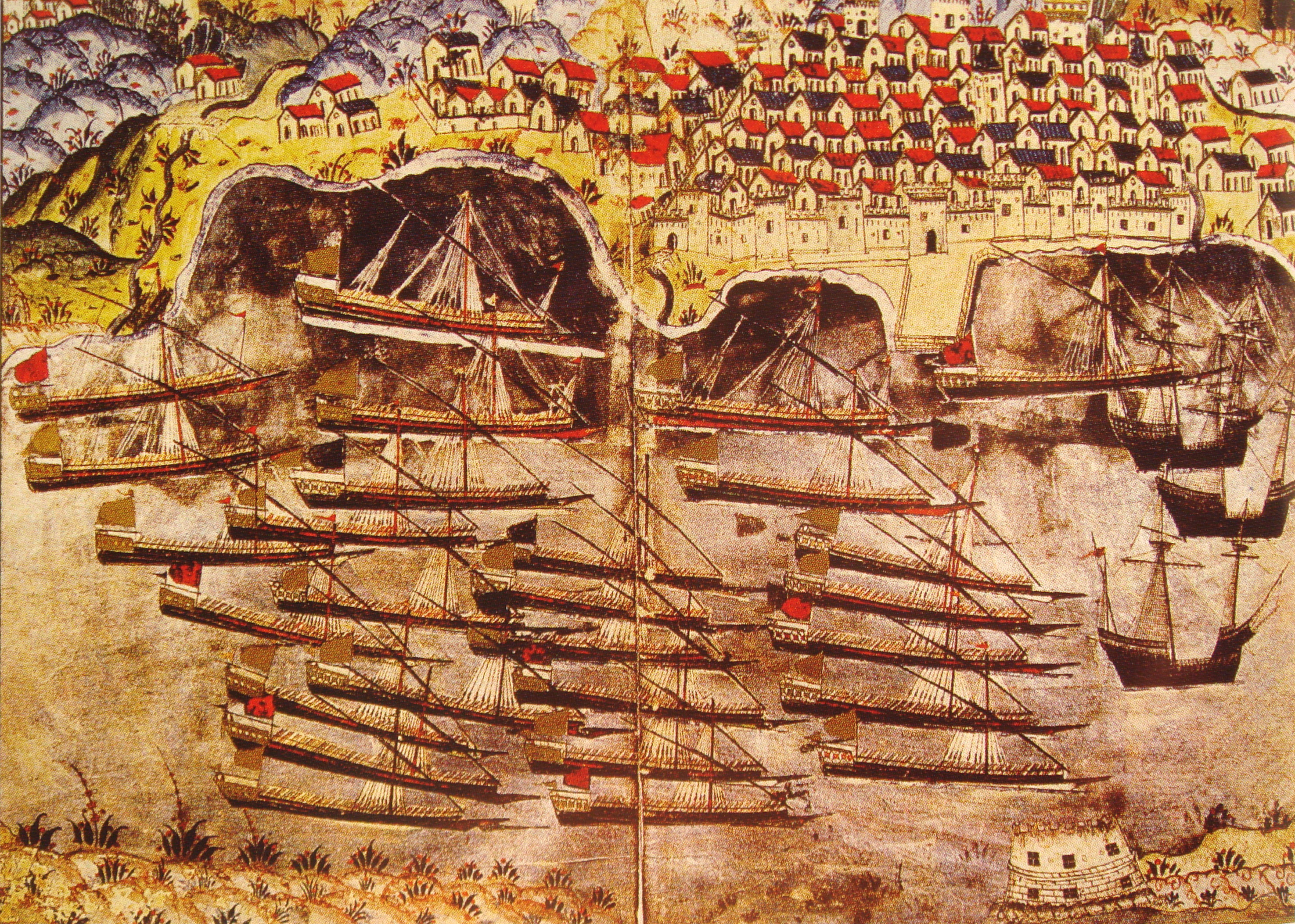
1543년 툴롱에서 월동 준비에 나선 오스만 제국 바르바로스의 함대

중세 시대부터 텔로는 '톨론' (Tholon / Tolon), '툴룽' (Touloun) 등으로 불리우게 되었으며 상선이 드나드는 항구도시로의 역사를 이어나갔다. 그러나 이 시기 사라센 해적들의 약탈이 끊이지 않았으며 1178년과 1197년의 약탈이 특히 심했던 것으로 기억된다. 해적들은 기근이 들면 지중해 남서부와 동부 연안으로 나아가기 위한 침략 거점으로 사용하기도 했다.
1382년 조반나 1세의 사망으로 루이 1세 당주 공작이 프로방스 백국의 카를로 디 두라초에게 상속전쟁을 일으키자 이 지역 연안 도시들은 엑스 연합 (Union d'Aix)를 결성하여 저항에 나섰다. 툴롱 역시 엑스연합의 가맹도시로서 참전하였으나 1387년 9월 13일 루이 1세 당주의 섭정인 마리 드 블루아에게 항복할 것을 약속하고 1388년 3월 17일 생제니에섬에서 제메노스의 영주와 종전협정을 체결하였다.
1486년 프로방스 일대가 프랑스 왕국에 병합된 이래 툴롱은 샤를 8세 재위기에 이르러 조선소가 건설되었으며 국왕의 함대가 주둔하는 군항으로 변모해 나갔다.

### 근세

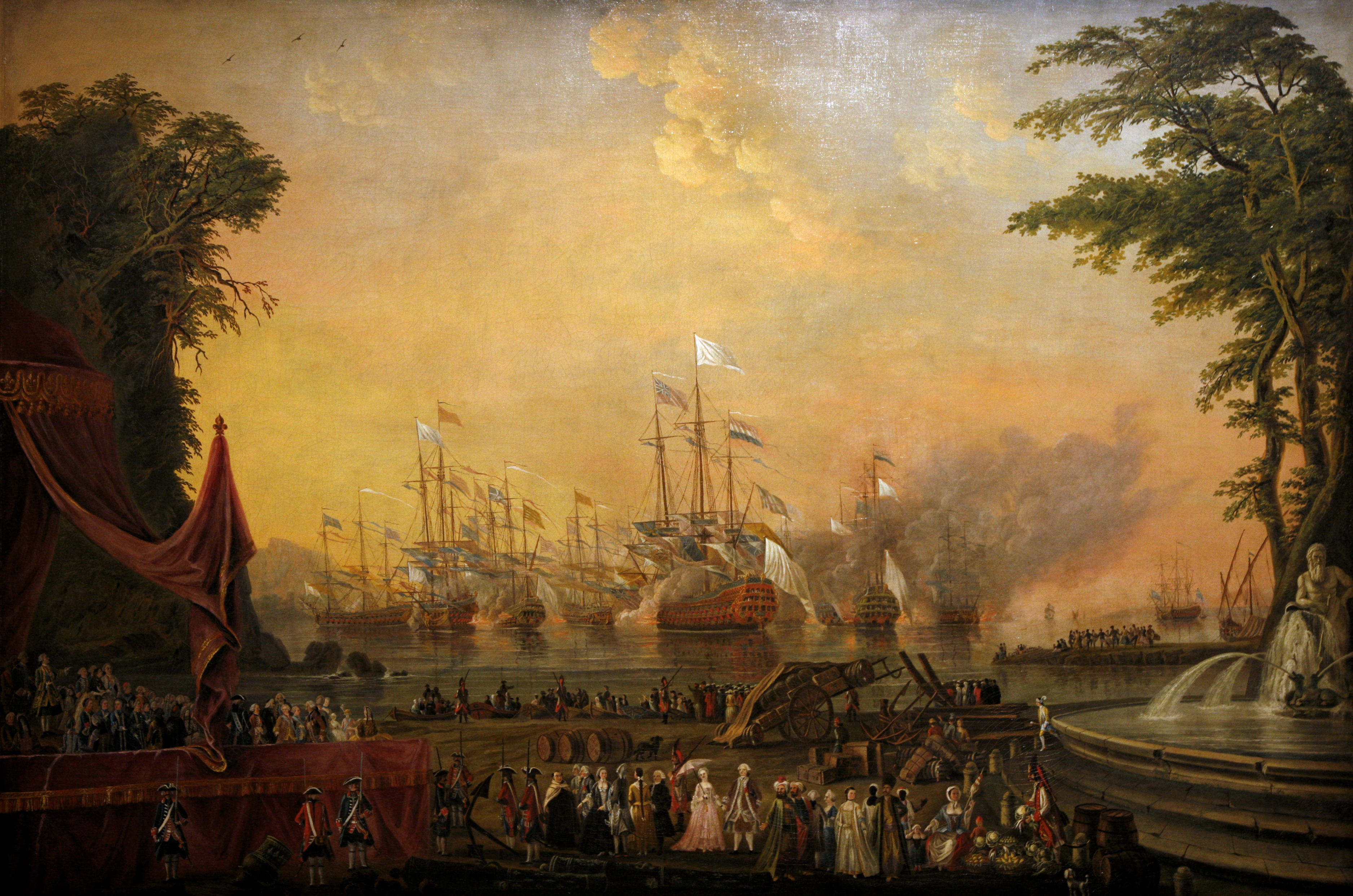
1777년 미국 독립 전쟁을 앞두고 작전 수행에 나선 툴롱 함대

17세기 루이 14세 재위기에 이르러 보방 장군의 주도로 요새시설이 확충되어 국왕 직속 지중해 함대가 주둔하게 되었다. 이후 18세기까지 툴롱 시는 브레스트와 함께 대형 군함의 정박이 가능한 유이한 항구로 기능했다. 이는 군함에 설치된 대포의 중량이 점차 늘면서 1680년부터 정박지의 수용 깊이를 수심 7m까지 늘렸기 때문이었다. 특히 대서양에 면한 브레스트항은 서풍이 불을 때가 많아 신속한 운용이 어려웠기에 툴롱의 이점이 더욱 중시되었다.
다만 지중해라는 내해에 면해 있는 지리적 특성상, 전쟁 발발 시 브레스트의 함대와 합류하기 위해 스페인을 지나가야 하므로 상당한 시일이 소요된다는 점이 단점으로 작용했다. 특히 1704년 지브롤터에 영국 해군기지가 건설되면서 프랑스 함대가 대서양에 진입하는 순간 지브롤터에 주둔하던 영국 해군에 발각되어 공격당할 위험성이 생겼으며, 이는 1758년 7년 전쟁으로 현실화되었다.
이 시기 툴롱에는 바뉴 (bagne)라고 부르는 강제노동 형무소가 세워졌으며, 이곳으로 끌려온 죄수들은 낮에는 육지에서 노동하고 밤에는 오래된 배에서 자는 생활을 반복했다. 죄질이 나쁜 죄수들은 왕실 갤리선의 노잡이로 배치되었는데 그 특성상 높은 사망률을 기록하였다. 형 집행이 끝난 후에도 이들은 툴롱 지역에 남아 정착하는 경우가 많았다.
1707년 7월에는 사부아 공국의 빅토르아메데 2세의 명을 받은 C. 쇼웰의 함대가 도시를 봉쇄하는 일이 있었다. 프랑스 함대의 공격을 버티지 못한 사부아군은 8월 22일 밤 니스로 후퇴하였다. 18세기 말 프랑스 혁명 시기에는 1793년 12월 22일 영국 함대의 보호에 힘입은 왕당파가 반란을 일으키면서 혁명군이 투입되는 툴롱 포위전이 발발하였으며, 포병장교로 나선 나폴레옹 보나파르트가 도시 탈환전을 성공적으로 이끌며 여단장으로 승급하는 계기가 되었다. 당시 국민의회는 반란을 명분으로 툴롱 시의 명칭을 박탈하고 '포르라몽타뉴' (Port-la-Montagne)라 대체하기도 하였다.

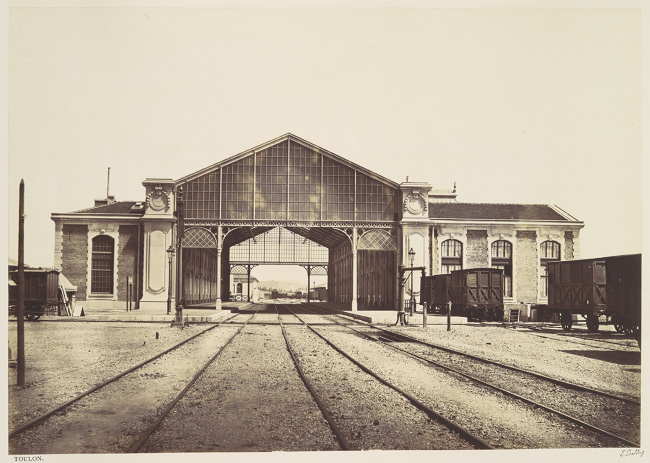
툴롱역 (1859년)

18세기 말부터는 프랑스의 북아프리카 진출을 위한 대규모 군사원정, 식민지 원정의 출발 거점으로 삼았다. 1798년 5월 19일 나폴레옹 보나파르트가 이끄는 이집트 원정 당시 나자크와 방스 장군의 함대가 이곳에서 출발하였으며, 1805년 빌뇌브 제독의 영국 해협 봉쇄 해제작전, 1808년 강톰 제독의 코르푸섬 보급과 프랑스 함대의 탈출 작전에도 활용되었다. 지역의 대표 도시임에도 불구하고 당시 신설된 바르주의 도청소재지로 지정되지 않은 것은 나폴레옹이 반란의 땅임을 의식한 것이라는 주장도 있으나, 애초에 전쟁을 위한 군사항구로서의 역할을 다해야 했을 뿐만 아니라, 역사적, 행정적 고려보다는 군사적, 물류적 고려에 입각했던 나폴레옹으로서는 프랑스 최고의 군항으로 취급될 뿐이었다.
툴롱의 무기공장과 조선소는 최상의 속도로 군함을 진수시킬 수 있었는데 이는 또다른 군항인 브레스트가 목재 공급이 어려웠던 것에 비해서 론강 하구의 삼림지로부터 참나무를 빠르게 공급해올 수 있었기 때문이다. 또한 툴롱은 프랑스의 모든 항구도시를 통틀어 해군장교와 해병들을 훈련시키는 데 있어 최적의 입지를 자랑했다.

### 근대

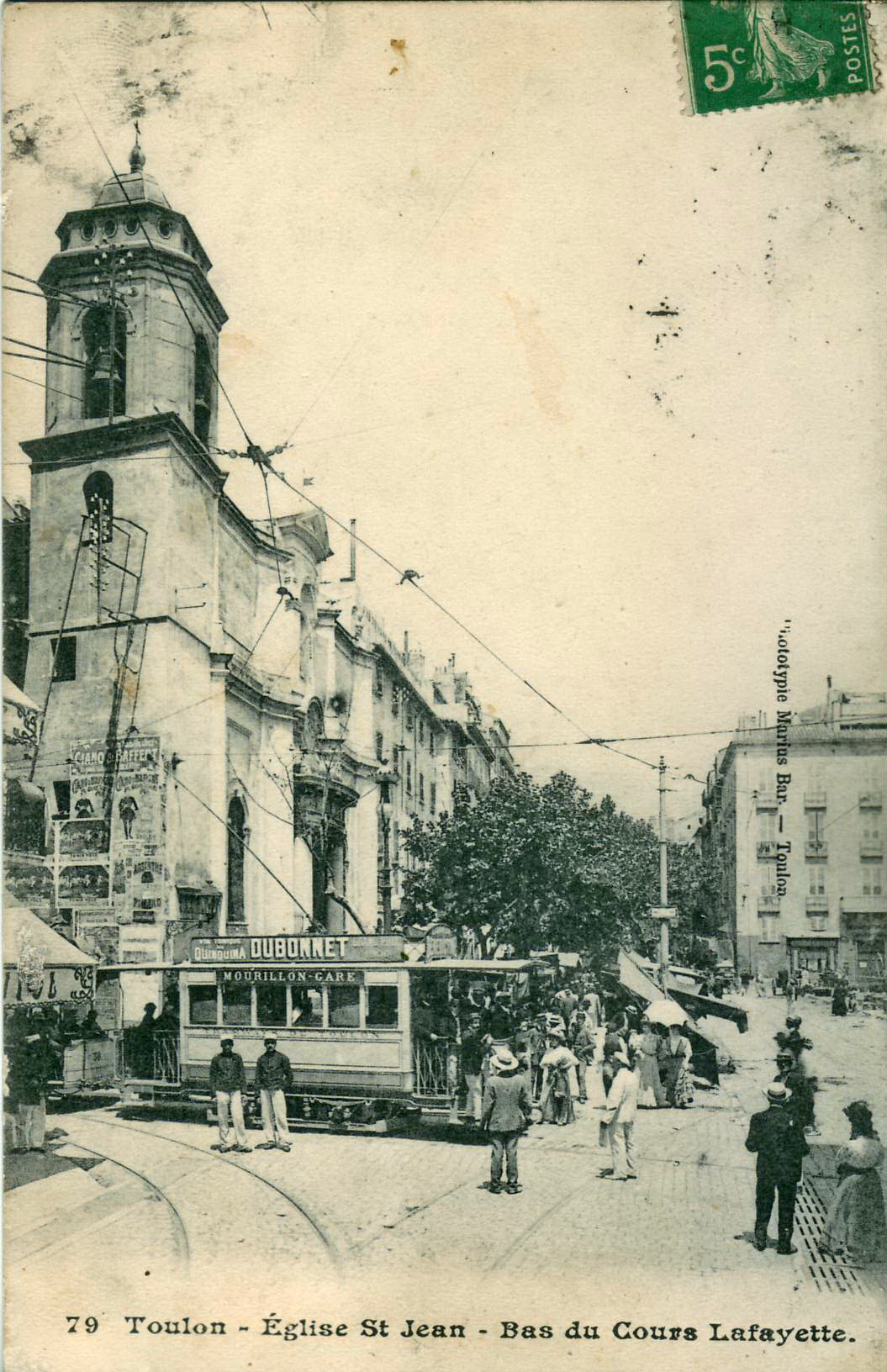
생장 교회 앞을 지나는 툴롱시의 트램 (20세기)

19세기에 이르러 이탈리아와 코르시카에서 건너온 이민자들이 대규모로 정착해 왔으며 이들의 노동력에 힘입어 툴롱시는 산업과 해군시설을 발전시켜 나갔다. 또한 프랑스 해군의 영향으로 브레스트 조병창과의 교류가 잦아지면서 브르타뉴 사람들도 많이 정착하기 시작하였다.
프랑스가 외교적으로 고립되던 시기 테오도르 아벨란 제독의 러시아 제국 함대가 툴롱항의 프랑스 함대를 방문하여 프랑스-러시아 동맹을 체결한 곳이기도 했다. 당시 부아수디 제독과 페레로 툴롱 시장의 주최로 성대한 축제가 열렸다.
1935년 8월에는 툴롱 조선소의 노동자들이 정부의 긴축정책에 반대하여 폭동을 일으켰다. 이로 인해 많은 사망자와 부상자가 발생했고 툴롱시에 비상조치가 내려졌다. 제2차 세계 대전 발발 후인 1940년 6월 13일에는 이탈리아 공군의 폭격을 당했다. 다만 악천후로 인해 항만시설에는 거의 피해를 입히지 않았다. 나치 독일의 프랑스 점령 이후 비시 프랑스의 영토로서 1942년 11월 27일에는 연합군 함대의 공격, 1943년 11월 24일에는 미군의 폭격을 겪었으나 1944년 8월 27일 자유 프랑스군의 라트르 디 타시니 장군이 지휘하는 제1보병사단, 식민지제9보병사단, 알제리제3보병사단, 육군제1기갑사단이 진입하여 해방되었다.
전쟁 이후 폐허가 되어버린 항만시설과 주택가를 재건하는 작업이 이어졌다. 알제리 전쟁이 끝날 무렵 알제리에서 본토로 귀환한 피에 누아르 (식민지계 프랑스인)들이 유입되어, 황폐화된 구시가지 주변에 새로운 공동주택구역을 건설해 나갔다. 구시가지 최하단부의 무기고 인근에는 '작은 시카고' (Petit Chicago)라 하여 빈민가가 형성되었으며 1950년대 툴롱의 부정적 인식에 기여하였다.
한때 지역 폭력 조직이 암약해 있었으며 장루이 파르게트 (Jean-Louis Fargette)와 모리스 아레크 (Maurice Arreckx)라는 인물을 중심으로 하였다. 모리스 아레크는 1959년부터 1985년까지 툴롱 시장을, 1985년부터 1994년까지 바르주의회 의장을 역임한 정치인이다. 두 사람은 가까운 사이로서 정치자금과 공금을 주고받는 관계를 유지하였으나, 1993년 파르게트가 암살당하고 이어진 불법정치자금 수사로 모리스 아레크도 몰락하게 되었다.

## 인구
16세기까지만 하더라도 툴롱시의 인구는 천여 명 남짓하였으나 프랑스 혁명 이후 대대적인 군항으로 개발되면서 인구가 급격히 늘었다. 1900년 들어 10만 명을 돌파한 데 이어 1950년대에는 15만 명을 돌파하게 되었다. 
| 연도 | 인구   | ±% p.a. |
| ---- | ------ | ------- |
| 1793 | 19,000 | —       |
| 1800 | 22,000 | +2.12%  |
| 1806 | 28,170 | +4.21%  |
| 1821 | 30,798 | +0.60%  |
| 1831 | 33,885 | +0.96%  |
| 1836 | 35,322 | +0.83%  |
| 1841 | 45,449 | +5.17%  |
| 1846 | 62,941 | +6.73%  |
| 1851 | 69,474 | +1.99%  |
| 1856 | 83,705 | +3.80%  |
| 1861 | 84,601 | +0.21%  |
| 1866 | 77,126 | −1.83%  |
| 1872 | 74,800 | −0.51%  |
| 1876 | 70,509 | −1.47%  |
| 1881 | 70,103 | −0.12%  |
| 1886 | 70,122 | +0.01%  |
| 1891 | 77,747 | +2.09%  |
| 1896 | 95,276 | +4.15%  |

| 연도 | 인구    | ±% p.a. |
| ---- | ------- | ------- |
| 1901 | 101,602 | +1.29%  |
| 1906 | 103,549 | +0.38%  |
| 1911 | 104,582 | +0.20%  |
| 1921 | 106,331 | +0.17%  |
| 1926 | 115,120 | +1.60%  |
| 1931 | 133,263 | +2.97%  |
| 1936 | 150,310 | +2.44%  |
| 1946 | 125,742 | −1.77%  |
| 1954 | 141,117 | +1.45%  |
| 1962 | 161,786 | +1.72%  |
| 1968 | 174,746 | +1.29%  |
| 1975 | 181,801 | +0.57%  |
| 1982 | 179,423 | −0.19%  |
| 1990 | 167,619 | −0.85%  |
| 1999 | 160,639 | −0.47%  |
| 2007 | 166,537 | +0.45%  |
| 2012 | 164,899 | −0.20%  |
| 2017 | 171,953 | +0.84%  |

|  | 기술적 문제로 인해 그래프를 일시적으로 사용할 수 없습니다. 파브리케이터와 미디어위키 위키에 더 자세한 정보가 있습니다. |

## 기후
| 툴롱의 기후                                                                                      | 툴롱의 기후 | 툴롱의 기후 | 툴롱의 기후 | 툴롱의 기후 | 툴롱의 기후 | 툴롱의 기후 | 툴롱의 기후  | 툴롱의 기후 | 툴롱의 기후 | 툴롱의 기후  | 툴롱의 기후 | 툴롱의 기후 | 툴롱의 기후   |
| 월                                                                                               | 1월         | 2월         | 3월         | 4월         | 5월         | 6월         | 7월          | 8월         | 9월         | 10월         | 11월        | 12월        | 연간          |
| ------------------------------------------------------------------------------------------------ | ----------- | ----------- | ----------- | ----------- | ----------- | ----------- | ------------ | ----------- | ----------- | ------------ | ----------- | ----------- | ------------- |
| 역대 최고 기온 °C (°F)                                                                           | 20.9 (69.6) | 23.2 (73.8) | 26.4 (79.5) | 28.1 (82.6) | 34.7 (94.5) | 36.0 (96.8) | 40.1 (104.2) | 37.0 (98.6) | 34.9 (94.8) | 29.3 (84.7)  | 24.2 (75.6) | 21.9 (71.4) | 40.1 (104.2)  |
| 일평균 최고 기온 °C (°F)                                                                         | 13.2 (55.8) | 13.8 (56.8) | 16.4 (61.5) | 18.8 (65.8) | 22.6 (72.7) | 26.8 (80.2) | 29.5 (85.1)  | 29.8 (85.6) | 25.9 (78.6) | 21.4 (70.5)  | 16.8 (62.2) | 13.9 (57.0) | 20.7 (69.3)   |
| 일일 평균 기온 °C (°F)                                                                           | 9.9 (49.8)  | 10.1 (50.2) | 12.4 (54.3) | 14.7 (58.5) | 18.3 (64.9) | 22.2 (72.0) | 24.7 (76.5)  | 25.0 (77.0) | 21.5 (70.7) | 17.8 (64.0)  | 13.5 (56.3) | 10.7 (51.3) | 16.7 (62.1)   |
| 일평균 최저 기온 °C (°F)                                                                         | 6.6 (43.9)  | 6.3 (43.3)  | 8.4 (47.1)  | 10.5 (50.9) | 13.9 (57.0) | 17.5 (63.5) | 19.9 (67.8)  | 20.2 (68.4) | 17.1 (62.8) | 14.1 (57.4)  | 10.1 (50.2) | 7.5 (45.5)  | 12.7 (54.9)   |
| 역대 최저 기온 °C (°F)                                                                           | −7.2 (19.0) | −9 (16)     | −4.3 (24.3) | 0.3 (32.5)  | 4.6 (40.3)  | 9.0 (48.2)  | 12.8 (55.0)  | 12.3 (54.1) | 8.4 (47.1)  | 3.2 (37.8)   | −0.9 (30.4) | −4.5 (23.9) | −9 (16)       |
| 평균 강수량 mm (인치)                                                                            | 70.5 (2.78) | 46.8 (1.84) | 39.0 (1.54) | 55.4 (2.18) | 40.2 (1.58) | 27.0 (1.06) | 6.2 (0.24)   | 13.4 (0.53) | 69.9 (2.75) | 105.8 (4.17) | 93.4 (3.68) | 65.8 (2.59) | 633.4 (24.94) |
| 평균 강수일수 (≥ 1.0 mm)                                                                         | 6.0         | 5.6         | 4.8         | 6.0         | 4.3         | 2.7         | 0.9          | 1.6         | 4.5         | 6.8          | 7.9         | 6.3         | 57.5          |
| 평균 강설일수                                                                                    | 0.6         | 0.3         | 0.2         | 0.0         | 0.0         | 0.0         | 0.0          | 0.0         | 0.0         | 0.0          | 0.0         | 0.4         | 1.5           |
| 평균 상대 습도 (%)                                                                               | 59          | 58          | 55          | 55          | 56          | 53          | 50           | 50          | 56          | 59           | 60          | 60          | 55.9          |
| 평균 월간 일조시간                                                                               | 155.8       | 171.5       | 227.8       | 244.8       | 286.9       | 328.6       | 367.3        | 334.3       | 261.2       | 191.6        | 149.7       | 134.6       | 2,854.1       |
| 출처 1: 프랑스 기상청 (평년값: 1991년~2020년, 극값: 1936년~현재)                                 |             |             |             |             |             |             |              |             |             |              |             |             |               |
| 출처 2: Meteo climat (일조시간: 1981년~2010년), Infoclimat.fr (상대습도/강설일수: 1961년~1990년) |             |             |             |             |             |             |              |             |             |              |             |             |               |

## 자매 도시
- 이탈리아 라스페치아 (1958년)
- 독일 만하임 (1958년)
- 미국 노퍽 (1988년)
- 러시아 크론시타트 (1996년)
- 모로코 케미세트 (2005년)

## 같이 보기
- 바르주의 코뮌 목록